# José Luiz Olaio Neto
José Luiz Olaio Neto, detto Zé Olaio (São Carlos, 30 aprile 1946), è un ex cestista brasiliano.

## Carriera
Con il Brasile ha disputato i Campionati mondiali del 1967 e i Campionati mondiali del 1970, dove ha vinto rispettivamente una medaglia di bronzo e una d'argento.